# آيت صمايون (أملن)
آيت صمايون هي إحدى مشيخات المملكة المغربية، تتبع جغرافيا لإقليم تيزنيت وإداريًا لأملن. يقدر عدد سكانها بـ 1223 نسمة حسب الإحصاء الرسمي للسكان والسكنى لسنة 2004.